# Radula norrisii
Radula norrisii là một loài rêu trong họ Radulaceae. Loài này được K. Yamada & Piippo mô tả khoa học đầu tiên năm 1989.